# (21276) Feller
(21276) Feller es un asteroide perteneciente al cinturón de asteroides descubierto por Paul G. Comba el 8 de octubre de 1996 desde el Observatorio de Prescott.

## Designación y nombre
Designado provisionalmente como 1996 TF5, fue nombrado en honor a William Feller (1906-1970) quien estudió en Zagreb y Gotinga y enseñó en Kiel, Estocolmo, la Universidad Brown y la Universidad Cornell. Fue uno de los fundadores de la teoría de la probabilidad moderna basada en conceptos de teoría de la medida.

## Características orbitales
Feller está situado a una distancia media de 2,285 ua, pudiendo alejarse un máximo de 2,608 ua y acercarse un máximo de 1,961 ua. Tiene una excentricidad de 0,142. Emplea 1261.36 días en completar una órbita alrededor del Sol.

## Características físicas
Feller tiene una magnitud absoluta de 16,36. 